# 14313 Dodaira
14313 Dodaira (1976 UZ7) là một tiểu hành tinh vành đai chính được phát hiện ngày 22 tháng 10 năm 1976 bởi H. Kosai và K. Hurukawa ở Trạm Kiso thuộc Đài thiên văn Tokyo.
Tênd after the Dodaira station. It was dedicated in 1962 with a 0.91-m reflector và 0.50-m Schmidt telescope as a branch station of the Tokyo Astronomical Observatory in Saitama prefecture, và its operation was terminated in Mar. 2000. It was located where the borders of Tokigawa, Ogawamachi và Higashichichibu meet.